# トゥーロンの海戦
トゥーロンの海戦（トゥーロンのかいせん、英: Battle of Toulon）またはシシエ岬の海戦（シシエみさきのかいせん、Battle of Cape Sicié）は1744年2月22日と23日（グレゴリオ暦）の午後1時30分から午後5時にかけて、南フランス・トゥーロン沖の地中海で、スペイン護送船団がイギリスの地中海艦隊を退けた戦い。フランス艦隊は海戦の終わりの頃に戦闘に参加し、それによってイギリス艦隊は撤収した。

## 交戦
2月22日に、トマス・マシューズ指揮下のイギリス戦列艦30隻が、フランス・スペイン連合艦隊27隻の後衛を成すスペイン戦隊を攻撃した。前衛と主力を構成するフランス艦隊は戦闘から距離を置いていた。マシューズは、オーストリア継承戦争で対立するどちらの側からでも他方に宣戦布告した場合に備えて、フランス艦隊を追っていた。12隻のスペイン艦はドン・フアン・ホセ・ナバロの指揮下にあった。午後5時に両者は互いに離脱した。彼らは翌日も互いに遠くから砲火を交わしたが、イギリス艦隊は痛手を被っており、さらにフランス艦がスペイン艦隊の支援に近づいてきたため、イギリス側は撤退を余儀なくされた。2月24日、マシューズはイタリアへと退いた。

## 軍法会議
戦闘の直後、海戦のときに後衛戦隊を指揮していた次席指揮官のリチャード・レストック中将が戦闘に参加しなかったことについて軍法会議が開かれた。レストックはマシューズの信号が「戦列を形成しつつ交戦せよ」であったことを指摘し、戦列にまだ加わっていなかった後衛戦隊に交戦の義務はないと主張した。そのうえさらに、マシューズがみずから戦列を崩して敵艦隊を攻撃したことを軍紀違反であると主張した。その結果、レストックは無罪となり、マシューズと数人の士官がイギリス海軍から追放されることとなった。このことは、規則の遵守と臨機応変な対応という問題について大きな影を投げかけることとなった。

## 戦闘序列

### フランス・スペイン
（前衛）：フランス
- ボレー（Boree）：64門
- トロサ（Tolosa）：60門
- ティーグル（Tigre）：50門
- エオル（Eole）：64門
- アルシヨン（Alcion）：56門
- デュク・ドルレアン（Duc d'Orleans）：68門
- エスポワール（Espoir）：74門、ド・ガバレ旗艦

（主力）：フランス
- トリダン（Trident）：64門
- ウールー（Heureux）：60門
- アキロン（Aquilon）：44門
- ソリッド（Sólide）：64門
- ディヤマン（Diamant）：50門
- フィルム（Firme）：70門
- テリブル（Terrible）：74門、旗艦
- サンクティ・スピリトゥス（Sancti Spiritus）：68門
- セリユー（Serieux）：64門

（後衛）：スペイン
- オリエンテ（Oriente）：60門
- アメリカ（América）：60門
- ネプトゥーノ（Neptuno）：60門
- ポデル（Poder）：60門 - 大破の上捕獲されたが奪還。翌日沈没処分
- コンスタンテ（Constante）：70門
- レアル・フェリペ（Real Felipe）：114門、フアン・ホセ・ナバロ旗艦
- エルクレス（Hércules）：64門
- ブリリャンテ（Brillante）：60門
- アルコン（Halcón）：60門
- サン・フェルナンド（San Fernando）：64門
- ソベルビオ（Soberbio）：60門
- サンタ・イザベル（Santa Isabel）：80門

（その他）
- フリゲート 3隻、火船 2隻、病院船 1隻

### イギリス
（前衛）
- チャタム（Chatham）：50門
- ナッソー（Nassau）：70門
- チチェスター（Chichester）：80門
- ボイン（Boyne）：80門
- バーフラー（Barfleur）：90門、ローリー旗艦
- プリンセス・キャロライナ（Princess Carolina）：80門
- バーウィック（Berwick）：70門
- スターリング・カースル（Stirling Castle）：70門
- ベッドフォード（Bedford）：70門

（主力）
- ドラゴン（Dragon）：60門
- ロイヤル・オーク（Royal Oak）：70門
- プリンセス（Princess）：70門
- サマセット（Somerset）：80門
- ノーフォーク（Norfolk）：80門
- マールバラ（Marlborough）：90門
- ドーセットシャー：（Dorsetshire）：80門
- エセックス（Essex）：70門
- ルパート（Rupert）：60門
- ネイマー（Namur）：90門、旗艦

（後衛）
- ソールズベリー（Salisbury）：50門
- ロムニー（Romney）：50門
- Dumkint?：60門
- リヴェンジ（Revenge：70門
- ケンブリッジ（Cambridge）：80門
- ネプチューン（Neptune）：90門、レストック中将旗艦
- トーベイ（Torbay）：80門
- ラッセル（Russell）：80門
- バッキンガム（Buckingham）：70門
- エリザベス（Elizabeth）：70門
- キングストン（Kingston）：60門
- オックスフォード（Oxford）：50門
- ウォーウィック（Warwick）：60門
- フリゲート 3隻、火船 3隻、バーガンティン 3隻